# Theodosia Ntokou
Theodosia Ntokou, gr. Θεοδοσία Ντόκου – grecka pianistka.
Urodziła się na Rodos. Studiowała na Universität der Künste w Berlinie oraz na Akademii Muzycznej Franza Liszta w Budapeszcie. Od 2009 r. blisko współpracuje z Marthą Argerich, z którą nagrała wspólny album z muzyką Ludwiga van Beethovena (2020 r.). Gościła na festiwalach muzyki klasycznej, m.in. Festival Pianistico Internazionale di Brescia e Bergamo, Sagra Musicale Malatestiana czy Martha Argerich Festival w Hamburgu.